# Kubofuturismus

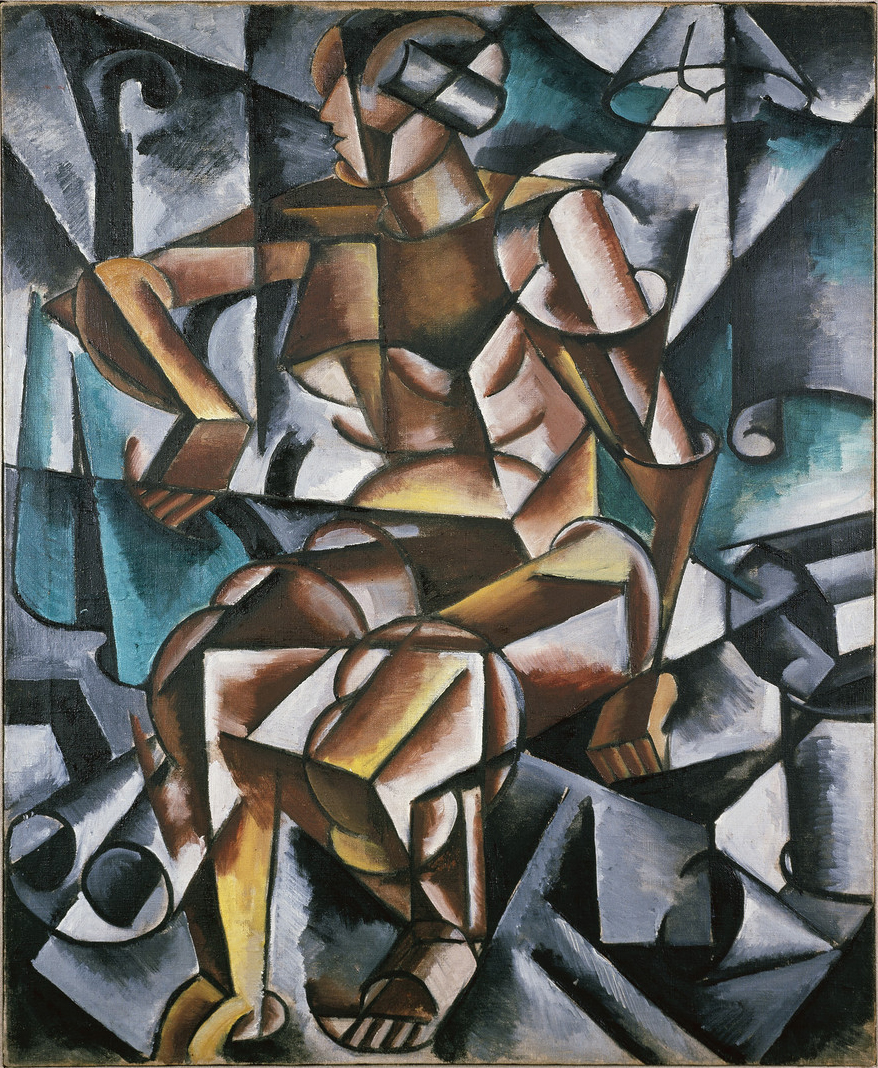
Popowa: Sitzender weiblicher Akt, um 1914

Der Kubofuturismus ist eine Stilrichtung der Bildenden Kunst, die sich in Russland in den Jahren vor dem Ersten Weltkrieg entwickelte. Dabei wurden Erfahrungen und Elemente des Kubismus und des Futurismus miteinander verschmolzen. Typisch für den Kubofuturismus ist die Zerlegung eines gegenständlichen Motivs in zylindrische Formelemente.
Zu den wichtigsten Vertretern, die eine Zeit lang im kubofuturistischen Stil malten, gehören Kasimir Malewitsch, Iwan Puni, David Burljuk, Ljubow Popova und Alexandra Exter.
Der Kubofuturismus bereitete den Rayonismus und den Suprematismus vor.

## Neuer Kubofuturismus
Seit 1978 greift der italienische Musiker und Maler William Tode aus Gonzaga in seinen Bildwerken, Graphiken und Skulpturen den Kubofutorismus neu auf und nennt sein künstlerisches Werk Neuer Kubofuturismus (neo cubofuturismo).